# Geobiotechnologie
|  | Dieser Artikel wurde aufgrund von formalen oder inhaltlichen Mängeln in der Qualitätssicherung Biologie zur Verbesserung eingetragen. Dies geschieht, um die Qualität der Biologie-Artikel auf ein akzeptables Niveau zu bringen. Bitte hilf mit, diesen Artikel zu verbessern! Artikel, die nicht signifikant verbessert werden, können gegebenenfalls gelöscht werden. Lies dazu auch die näheren Informationen in den Mindestanforderungen an Biologie-Artikel. |

Die Geobiotechnologie befasst sich mit der Gewinnung und der Lagerung von anorganischen und organischen Rohstoffen wie Metallen und Energierohstoffen sowie der Vermeidung von Schadprozessen und dem Umweltschutz mit Hilfe mikrobieller Prozesse.
Mikrobielle Prozesse spielen bei der Entstehung von Lagerstätten eine Rolle; sie können Rohstoffe mobilisieren und damit zugänglich machen und zur Sanierung von Halden und Bergbauwässern beitragen. Besonders bei der Erschließung kleinerer Rohstoffvorkommen, von  Lagerstätten mit geringen Wertstoffgehalten und bei der Wertstoffrückgewinnung kann die Biotechnologie wertvolle Beiträge leisten.
Das Zusammenspiel von mikrobiellen und mineralogischen bzw. geologischen geochemischen Vorgängen und deren technische Anwendung wird unter dem Stichwort „Geobiotechnologie“ zusammengefasst.